# 参謀本部
参謀本部（さんぼうほんぶ、英: Staff Office）は、軍隊において上級士官の作戦指揮を補佐するための合議機関である。
各国における成立の沿革上、また陸軍・海軍で別個の参謀組織がある場合もあり、そのため参謀部、参謀局、軍令部、作戦部、幕僚監部など種々の訳語が充てられることもある。

## 概要
参謀本部とは軍事組織における師団長・旅団長・連隊長・大隊長に当たる高級指揮官の作戦指揮を補佐する業務を行う機関である。軍事組織における指揮系統は単一であるために参謀本部に一切の指揮権はなく、指揮官が参謀本部の補佐を得ながら作戦指揮において独自に決心する。その歴史はプロイセン王国で発展した。それまでは指揮官は自らの才能に依拠して指揮統率を行っていたが、ナポレオン戦争の頃から参謀組織の必要性が認められるようになり、平時より軍事研究を行って戦時においては指揮官を補佐する常設機関がプロイセン軍に採用され、普墺戦争、普仏戦争におけるプロイセンの勝利によってその真価が認められた。これは後に各国軍に導入され、日本においても日本軍で参謀総長と軍令部総長は天皇の参謀に当たった。戦後には例えば米軍においては最高指揮官たる大統領の下に統合参謀本部が設置され、軍事行動について大統領の補佐を行う体制を整えている。

## 組織
参謀本部の組織は各国軍によって異なるが、概ね以下のような組織となっている場合が多い。
- 参謀総長（アメリカ陸軍であれば Chief of Staff of the United States Army）
  - 参謀副長（Deputy chief） - 参謀総長の指揮下において参謀長を補佐する。作戦担当（Plans and Operations）と管理担当（Administration）がいる。
  - 秘書（Secretariat） - 参謀総長の指揮下において秘書的業務を行う。

- 一般参謀（General staff） - 参謀総長の指揮下においてそれぞれの部門の長で構成される参謀であり、自らの部門の方針を作成し、計画・調整・管理を行う。参謀会議では全ての分野に発言権を持ち、各分野を調整する。
  - 行政参謀 - 人事・配置・厚生・保安などの人事や民政・占領行政・庶務などの総務を担当する一般参謀であり、二名の副部長と一名の次長の下に軍務課と総務課を有する総務部を統括する。
  - 情報参謀 - 司令部の情報活動としての情報収集・処理・報告・防諜などを担当する一般参謀であり、作戦・情報担当の副部長と防諜・特務担当の副部長の二名の副部長と次長の下に作戦課・防諜課・特務課・企画課・統合情報課を有する情報部を統括する。
  - 作戦参謀 - 指揮官の作戦計画の立案・実施・完了を補佐し、指揮官が決心するために要する情報の提供や指揮官の決心を下級指揮官に伝達する一般参謀であり、二名の副部長と次長の下に作戦課・訓練課・企画課を有する作戦部を統括する。
  - 後方参謀 - 後方支援・兵站に関する効率的な補給計画の立案・改良・実施・参謀間の調整などを行う一般参謀であり、二名の副部長と一名の次長の下に企画課・作戦課・補給課・輸送課などを有する後方部を統括する。
  - 企画参謀 - 長期的な将来計画を担当する一般参謀であり、二名の副部長と次長の下に戦争計画課・特殊計画課・研究課を有する企画部を統括する。
  - 通信参謀 - 下級部隊の通信の正確性・効率性の準備、通信計画の準備・調整・監督を担当する一般参謀であり、二名の副部長と次長の下に計画政策課・機器課・運用課などを有する通信部を統括する。

- 特別参謀（Special staff） - 司令部の専門将校などから構成され、指揮官の指揮下で、一般参謀の調整を受ける。参謀総長の指揮統制で増員や減員を受けるため必ずしも一様ではない。
  - 工兵参謀
  - 輸送参謀
  - 監察参謀
  - 広報参謀
  - 会計参謀
  - 法務参謀
  - 憲兵参謀
  - その他専門参謀

## 参謀本部の例
個々の機関は沿革上、「参謀本部」と称されない又は訳されないこともあるが、実質的意味における参謀本部としては次のものなどがある（改称されたものや廃止されたものも含む）。
- プロイセン王国・ドイツ国・ドイツ連邦共和国
  - 参謀本部（Generalstab）
  - 兵務局（Truppenamt）
  - 国防軍最高司令部（Oberkommando der Wehrmacht）
    - 陸軍総司令部（Oberkommando das Heeres：OKH）
    - 海軍総司令部（Oberkommando der Marine：OKM）
    - 空軍総司令部（Oberkommando der Luftwaffe：OKL）

  - 全軍指揮幕僚監部(Führungsstab der Streitkräfte)
- アメリカ合衆国
  - 統合参謀本部（Joint Chiefs of Staff）
  - 海軍作戦本部（Office of the Chief of Naval Operations）
- ジョージア
  - 参謀本部
- 中華人民共和国
  - 中国人民解放軍総参謀部（中国人民解放军总参谋部）
- 中華民国
  - 国防部参謀本部（國防部參謀本部）
- 朝鮮民主主義人民共和国
  - 朝鮮人民軍総参謀部
- トルコ
  - 参謀本部（Genelkurmay Başkanlığı）
- 日本
  - 日本軍
    - 大本営（戦時のみ[5]）
    - 参謀本部・陸軍参謀本部
    - 軍令部・海軍軍令部・海軍参謀部・海軍参謀本部

  - 自衛隊
    - 幕僚監部（統合幕僚監部・陸上幕僚監部・海上幕僚監部・航空幕僚監部・第一幕僚監部・第二幕僚監部）
- ブラジル
  - 陸軍参謀本部（Estado Maior do Exército）
- ロシア帝国
  - ロシア帝国軍参謀本部
- ロシア連邦
  - 参謀本部（Генеральный штаб）
- ソビエト連邦
  - スタフカ(Ставка、戦時のみ)
  - ソ連軍参謀本部
- ウクライナ
  - 参謀本部

| 日付                       | 陸軍             | 海軍             | 根拠法令                     |
| -------------------------- | ---------------- | ---------------- | ---------------------------- |
| 1871年（明治4年）7月       | 兵部省陸軍参謀局 | 兵部省陸軍参謀局 | 兵部省職員令                 |
| 1874年（明治7年）6月18日   | 参謀局           |                  | 「参謀局条例」               |
| 1878年（明治11年）12月5日  | 参謀本部         |                  | 旧「参謀本部条例」           |
| 1884年（明治17年）2月      | 参謀本部         | 軍事部           |                              |
| 1886年（明治19年）3月18日  | 参謀本部         | 参謀本部         | 明治19年勅令無号             |
| 1888年（明治21年）5月12日  | 陸軍参謀本部     | 海軍参謀本部     | 明治21年勅令第25号           |
| 1889年（明治22年）3月7日   | 参謀本部         | 海軍参謀部       | 明治22年勅令第25号・同第30号 |
| 1893年（明治26年）5月19日  | 参謀本部         | 海軍軍令部       | 明治26年勅令第37号           |
| 1933年（昭和8年）10月1日   | 参謀本部         | 軍令部           | 昭和8年軍令海第5号           |
| 1945年（昭和20年）10月15日 | （廃止）         | （廃止）         | 昭和20年軍令海第8号など      |